# پونتیاک ترنس اسپورت
پونتیاک ترنس اسپورت (Pontiac Trans Sport) خودرویی است که در سال‌های ۱۹۸۹ تا ۱۹۹۸تولید شده‌است.
این خودرو در کلاس مینی‌ون قرار گرفته، طراحی آن خودروهای موتور جلو-محور جلو بوده است.